# Orchestra Sinfonica di Hiroshima
L'Orchestra Sinfonica di Hiroshima (広島交響楽団?, Hiroshima Kōkyō Gakudan) è un'orchestra con sede a Hiroshima, Giappone, fondata nel 1963. È l'unica orchestra professionale nella regione di Chūgoku in Giappone.

## Direttori musicali
- Akeo Watanabe (1984–1986)
- Ken Takaseki (1986–1990)
- Yoshikazu Tanaka (1990–1994)
- Naohiro Totsuka (1994–1998)
- Norichika Iimori, Hiroyuki Odano, Kazumasa Watanabe (1995–2002)
- Hong-Jae Kim (2002–2004)
- Kazuyoshi Akiyama (1998–in carica)
- Tatsuya Shimono (Designato– A partire da aprile 2017)

## Storia
- Viene fondata come "Orchestra Civica di Hiroshima" nel 1963.
- Rinominata "Orchestra Sinfonica di Hiroshima" nel 1969.
- Diventa un'orchestra professionista nel 1972.
- Akeo Watanabe inaugura il ruolo di direttore musicale e direttore d'orchestra nel 1984.
- Partecipazione ai concerti di pace delle Nazioni Unite a Vienna e Praga nel 1991.
- Tiene concerti al Tokyo Metropolitan Theatre di Tokyo e alla Symphony Hall di Osaka nel 1993.
- Si esibisce per gli eventi di apertura dei 12 giochi asiatici di Hiroshima nel 1994.
- Nel 149º concerto regolare esegue "Threnody to the Victims of Hiroshima" di Krzysztof Penderecki nel 1994.
- Esegue l'"Hiroshima Requiem" di Toshio Hosokawa e la "Sinfonia n. 6 Hiroshima" di Ikuma Dan per sostenere la pace mondiale nel 1995.
- Avviano il loro forum per sviluppare l'immagine ideale dell'orchestra sinfonica locale per il XXI secolo nel 1997.
- Avviato il programma RCC TV "Hiroshima symphony" nel 1997.
- Esegue la Sinfonia n. 5 di Beethoven e altri lavori per l'Ottobre in Normandia (gli eventi con musica classica e moderna) in Normandia nel 1997.
- Esegue "Memory of the Sea" di Toshio Hosokawa nel 1998.
- Kazuyoshi Akiyama viene nominato primo direttore d'orchestra nel 1998.
- Tiene il festival musicale internazionale "August in Hiroshima '99" ed esegue la Sinfonia n. 2 di Mahler nel 1999.
- Si esibisce nel 3º festival orchestrale per le città locali in Giappone presso Sumida Triphony Hall nel 2000.
- Tiene il 200º concerto regolare ed esegue "La trilogia romana (Fontane di Roma, I pini di Roma, Feste Romane)" di Ottorino Respighi nel 2000.
- Esegue la "Sinfonia n. 3 in re minore" di Eduard Tubin nel 2002.
- Si esibisce nel festival dell'orchestra per le città locali in Giappone nel 2003.
- Si esibisce nella grande sala filarmonica di San Pietroburgo per celebrare il 300º anniversario di San Pietroburgo e ricevere una medaglia dall'UNESCO nel 2003.
- Si esibisce a Seul, Pusan e Taegu per celebrare l'Anno dell'Amicizia Corea-Giappone nel 2005.
- Fonda la Hiroshima United con Hiroshima Toyo Carp e Sanfrecce Hiroshima nel 2007.